# Mellansjön (Kållerstads socken, Småland)
Mellansjön är en sjö i Gislaveds kommun i Småland och ingår i Nissans huvudavrinningsområde. Sjön är 21,5 meter djup, har en yta på 0,335 kvadratkilometer och befinner sig 172,1 meter över havet. Vid provfiske har bland annat abborre, braxen, gädda och löja fångats i sjön.

## Delavrinningsområde
Mellansjön ingår i det delavrinningsområde (632872-136074) som SMHI kallar för Utloppet av Jällunden. Medelhöjden är 167 meter över havet och ytan är 56,65 kvadratkilometer. Räknas de 2 delavrinningsområdena uppströms in blir den ackumulerade arean 69,24 kvadratkilometer. Färgån (Gussboån) som avvattnar avrinningsområdet har biflödesordning 2, vilket innebär att vattnet flödar genom totalt 2 vattendrag innan det når havet efter 78 kilometer. Delavrinningsområdet består mestadels av skog (67 procent). Avrinningsområdet har 9,61 kvadratkilometer vattenytor vilket ger det en sjöprocent på 16,9 procent.

## Fisk
Vid provfiske har följande fisk fångats i sjön:
- Abborre
- Braxen
- Gädda
- Löja
- Mört